# Юматово
Юма́тово (рос. Юматово, башк. Йоматау) — присілок у складі Уфимського району Башкортостану, Росія. Входить до складу Юматовської сільської ради.
Населення — 1598 осіб (2010; 1246 в 2002).
Національний склад:
- росіяни — 42 %
- татари — 34 %